# Kollinummer
Kollinummer är det nummer ett logistikföretag använder för att identifiera och därmed spåra försändelser. Ofta kan vem som helst med tillgång till kollinumret se var paketet för närvarande befinner sig genom att gå in på fraktföretagets hemsida och skriva in numret.

## SSCC
Ett vanligt använt format för kollinummer är Serial Shipping Container Code (SSCC), som är en 18-siffrig kod vanligen i form av en streckkod och innehåller bland annat en GS1-företagskod.